# Le Manteau d'astrakan
Pour plus de détails, voir Fiche technique et Distribution.
Le Manteau d'astrakan (Il cappotto di Astrakan) est un film franco-italien réalisé par Marco Vicario, sorti en 1980.

## Fiche technique
- Titre original : Il cappotto di Astrakan
- Titre français : Le Manteau d'astrakan
- Réalisation : Marco Vicario, assisté d'Emmanuel Gust
- Scénario : Marco Vicario et Alessandro Parenzo, d'après le roman de Piero Chiara
- Photographie : Ennio Guarnieri
- Musique : Bruno Nicolai
- Pays d'origine :  Italie /  France
- Langue : italien
- Format : 35 mm (Technicolor)
- Genre : comédie
- Durée : 105 minutes
- Dates de sortie : 28 mars 1980 en Italie / 1980 en France

## Distribution
- Johnny Dorelli : Piero
- Andréa Ferréol : Maria Lenormand
- Marcel Bozzuffi : commissaire Juvet
- Carole Bouquet : Valentine
- Quinto Parmeggiani : l'écrivain
- Enzo Robutti : Ramazzini
- Ninetto Davoli
- Nanni Svampa
- Christian Bouillette
- Louise Chevalier
- Jacques Ferrière
- Ettore Garofolo
- Paolo Bonacelli : Ferdinando